# 용문비갑
용문비갑(龍門飛甲, Flying Swords Of Dragon Gate)은 홍콩에서 제작된 서극 감독의 2011년 액션, 모험, 무협 영화이다. 이연걸 등이 주연으로 출연하였고 시남생 등이 제작에 참여하였다.

## 출연

### 주연
- 이연걸
- 저우쉰
- 천쿤

### 조연
- 계륜미
- 범효훤
- 번소황
- 리위춘
- 장신위
- 유가휘

## 제작진
- 미술: 해중문
- 미술: 류민웅
- 시각효과: 김욱
- 시각효과: 죠쉬 콜
- 시각효과: 종지행
- -무술감독: 원빈
- -무술감독: 원빈
- -무술감독: 남해한
- -무술감독: 손건괴
- 의상: 해중문
- 시각효과부문: 김시균
- 시각효과부문: 박근화
- 시각효과부문: 서상혁
- 시각효과부문: 박성대
- 시각효과부문: 조찬양
- 시각효과부문: 나일환
- 시각효과부문: 이성원